# X-Faktor (harmadik évad)
Az X-Faktor című televíziós énekes tehetségkutató harmadik évadja. A Csillag születik 4. első válogatójának reklámszünetében mutatták be a felhívást a jelentkezésre. Az RTL 2012. június 25-én jelentette be, hogy a jól bevált mentorfelálláson nem változtatnak, azaz megmarad a Keresztes Ildikó, Geszti Péter, Malek Miklós és Nagy Feró négyes.

## Műsorok felvételről

### Válogatók
A válogatók újdonsága volt, hogy a jelentkezők felkészülésére egy úgynevezett smink-szobát biztosítottak, ahol rejtett kamerákat helyeztek el. A válogatásról 130 versenyző jutott tovább.

### A Tábor
A tábor ez évi különlegessége volt, hogy második kihívásként egy tánc-koreográfiát kellett megtanulni a 100 továbbjutónak, a háttérzene Nicki Minaj Starships című dala volt. Mivel kevés csapat jutott tovább, ezért több egyéni kiesőjelöltet csapatokba rendeztek.

### Mentorok háza
Az évad nagy változása még, hogy a 25 év felettiek kategória 28 év felettiek kategóriává alakult át. A korábbi gyakorlattal szemben a mentorok házába most 25-en kerültek, mivel a zsűri 7 lányt juttatott tovább.
| Mentor           | Segítő            | Kategória       | Versenyzők          | Versenyzők      | Versenyzők        | Versenyzők            | Versenyzők  | Versenyzők      | Versenyzők  |
| ---------------- | ----------------- | --------------- | ------------------- | --------------- | ----------------- | --------------------- | ----------- | --------------- | ----------- |
| Geszti Péter     | Tiszttartó Titusz | Fiúk            | Ekanem Bálint Emota | Fehér Zoltán    | Meggyes Csaba     | Nagy Szilárd          | Oláh Gergő  | Szabó Dávid     |             |
| Malek Miklós     | Tóth Gabi         | Lányok          | Antal Timi          | Balla Réka      | Csobot Adél       | Danics Dóra           | Jáger Kinga | Kvaka Andrea    | Pál Loretta |
| Keresztes Ildikó | Fehér Balázs      | 28 év felettiek | Horváth Sándor      | Kiss Ernő Zsolt | Kovács Erika Keri | Kovács László „Stone” | Lass Bea    | Zámbó Krisztián |             |
| Nagy Feró        | Molnár Tamás      | Csapatok        | ByTheWay            | Like            | P.J.Z.            | Soldiers              | Spirit      | Wonderfool      |             |

### A döntősök
| – Győztes      |
| – 2. helyezett |
| – 3. helyezett |

| Mentor           | Kategória       | Döntősök              | Döntősök        | Döntősök     | Döntősök |
| ---------------- | --------------- | --------------------- | --------------- | ------------ | -------- |
| Geszti Péter     | Fiúk            | Oláh Gergő            | Szabó Dávid     | Fehér Zoltán |          |
| Malek Miklós     | Lányok          | Kvaka Andrea          | Antal Timi      | Csobot Adél  |          |
| Keresztes Ildikó | 28 év felettiek | Kovács László „Stone” | Zámbó Krisztián | Lass Bea     |          |
| Nagy Feró        | Csapatok        | Like                  | P.J.Z.          | Spirit       |          |

## Élő műsorok

### Összesített eredmények
Az eredmény forrása
| – Az előadó továbbjutott                                                      |
| – A két legkevesebb szavazattal rendelkező előadó, akiknek párbajozni kellett |
| – Az előadó kiesett                                                           |

| #                | Előadó           | 1. hét (okt. 13.)         | 2. hét (okt. 20.)   | 3. hét (okt. 27.)   | 4. hét (nov. 3.)         | 5. hét (nov. 10.)      | 6. hét (nov. 17.)   | 7. hét (nov. 24.)         | 8. hét (dec. 1.)    | 9. hét (dec. 8.)            | 10. hét (Finálé)                  | 10. hét (Finálé)                  |
| #                | Előadó           | 1. hét (okt. 13.)         | 2. hét (okt. 20.)   | 3. hét (okt. 27.)   | 4. hét (nov. 3.)         | 5. hét (nov. 10.)      | 6. hét (nov. 17.)   | 7. hét (nov. 24.)         | 8. hét (dec. 1.)    | 9. hét (dec. 8.)            | (dec. 15.)                        | (dec. 16.)                        |
| ---------------- | ---------------- | ------------------------- | ------------------- | ------------------- | ------------------------ | ---------------------- | ------------------- | ------------------------- | ------------------- | --------------------------- | --------------------------------- | --------------------------------- |
| 1.               | Oláh Gergő       | 1. 30,27%                 | 1. 35,24%           | 1. 37,89%           | 1. 31,85%                | 1. 34,35%              | 1. 36,57%           | 1. 38,01%                 | 1. 33,42%           | 1. 38,23%                   | 1. 46,66%                         | Győztes 50,56%                    |
| 2.               | Antal Timi       | 3. 11,79%                 | 2. 12,69%           | 2. 13,08%           | 4. 12,52%                | 4. 10,20%              | 2. 22,36%           | 2. 20,63%                 | 2. 27,19%           | 2. 29,82%                   | 2. 31,95%                         | 2. helyezett 49,44%               |
| 3.               | Csobot Adél      | 2. 11,98%                 | 4. 11,15%           | 3. 12,80%           | 2. 13,92%                | 2. 14,13%              | 3. 13,82%           | 3. 14,82%                 | 3. 15,09%           | 3. 17,77%                   | 3. 21,39%                         | 3. helyezett                      |
| 4.               | Szabó Dávid      | 5. 8,49%                  | 8. 4,56%            | 8. 4,21%            | 7. 5,66%                 | 5. 8,25%               | 6. 6,19%            | 4. 11,87%                 | 4. 15,00%           | 4. 14,17%                   | Kiesett a 9. héten                | Kiesett a 9. héten                |
| 5.               | Stone            | 7. 5,64%                  | 6. 5,92%            | 7. 4,52%            | 8. 4,24%                 | 8. 7,13%               | 5. 6,61%            | 6. 5,31%                  | 5. 9,29%            | Kiesett a 8. héten          | Kiesett a 8. héten                | Kiesett a 8. héten                |
| 6.               | Zámbó Krisztián  | 4. 10,35%                 | 3. 11,96%           | 4. 9,00%            | 3. 13,82%                | 3. 10,69%              | 4. 8,76%            | 5. 9,36%                  | Kiesett a 7. héten  | Kiesett a 7. héten          | Kiesett a 7. héten                | Kiesett a 7. héten                |
| 7.               | Like             | 8. 3,89%                  | 5. 5,95%            | 6. 4,78%            | 6. 5,85%                 | 6. 8,09%               | 7. 5,70%            | Kiesett a 6. héten        | Kiesett a 6. héten  | Kiesett a 6. héten          | Kiesett a 6. héten                | Kiesett a 6. héten                |
| 8.               | Fehér Zoltán     | 11. 2,41%                 | 7. 4,60%            | 10. 3,17%           | 5. 8,02%                 | 7. 7,17%               | Kiesett az 5. héten | Kiesett az 5. héten       | Kiesett az 5. héten | Kiesett az 5. héten         | Kiesett az 5. héten               | Kiesett az 5. héten               |
| 9.               | Lass Bea         | 10. 2,81%                 | 11. 1,46%           | 5. 7,03%            | 9. 4,12%                 | Kiesett a 4. héten     | Kiesett a 4. héten  | Kiesett a 4. héten        | Kiesett a 4. héten  | Kiesett a 4. héten          | Kiesett a 4. héten                | Kiesett a 4. héten                |
| 10.              | Spirit           | 6. 6,27%                  | 9. 3,38%            | 9. 3,52%            | Kiesett a 3. héten       | Kiesett a 3. héten     | Kiesett a 3. héten  | Kiesett a 3. héten        | Kiesett a 3. héten  | Kiesett a 3. héten          | Kiesett a 3. héten                | Kiesett a 3. héten                |
| 11.              | P.J.Z.           | 8. 3,89%                  | 10. 3,11%           | Kiesett a 2. héten  | Kiesett a 2. héten       | Kiesett a 2. héten     | Kiesett a 2. héten  | Kiesett a 2. héten        | Kiesett a 2. héten  | Kiesett a 2. héten          | Kiesett a 2. héten                | Kiesett a 2. héten                |
| 12.              | Kvaka Andrea     | 12. 2,21%                 | Kiesett az 1. héten | Kiesett az 1. héten | Kiesett az 1. héten      | Kiesett az 1. héten    | Kiesett az 1. héten | Kiesett az 1. héten       | Kiesett az 1. héten | Kiesett az 1. héten         | Kiesett az 1. héten               | Kiesett az 1. héten               |
|                  |                  |                           |                     |                     |                          |                        |                     |                           |                     |                             |                                   |                                   |
| Párbajozók       | Párbajozók       | Fehér Zoltán Kvaka Andrea | P.J.Z. Lass Bea     | Spirit Fehér Zoltán | Stone Lass Bea           | Stone Fehér Zoltán     | Like Szabó Dávid    | Stone Zámbó Krisztián     | Stone Szabó Dávid   | Csobot Adél Szabó Dávid     | A zsűri nem szavaz, csak a nézők. | A zsűri nem szavaz, csak a nézők. |
| Zsűri szavazása  | Zsűri szavazása  | Ki essen ki?              | Ki essen ki?        | Ki essen ki?        | Ki essen ki?             | Ki essen ki?           | Ki essen ki?        | Ki essen ki?              | Ki essen ki?        | Ki essen ki?                | A zsűri nem szavaz, csak a nézők. | A zsűri nem szavaz, csak a nézők. |
| Geszti Péter     | Geszti Péter     | Kvaka Andrea              | P.J.Z.              | Spirit              | Stone                    | Stone                  | Like                | Zámbó Krisztián           | Stone               | Csobot Adél                 | A zsűri nem szavaz, csak a nézők. | A zsűri nem szavaz, csak a nézők. |
| Malek Miklós     | Malek Miklós     | Fehér Zoltán              | P.J.Z.              | Spirit              | Lass Bea                 | Fehér Zoltán           | Like                | Zámbó Krisztián           | Stone               | Szabó Dávid                 | A zsűri nem szavaz, csak a nézők. | A zsűri nem szavaz, csak a nézők. |
| Keresztes Ildikó | Keresztes Ildikó | Kvaka Andrea              | P.J.Z.              | Spirit              | Stone                    | Fehér Zoltán           | Like                | nem szavazott             | Szabó Dávid         | Csobot Adél                 | A zsűri nem szavaz, csak a nézők. | A zsűri nem szavaz, csak a nézők. |
| Nagy Feró        | Nagy Feró        | Kvaka Andrea              | Lass Bea            | Fehér Zoltán        | Lass Bea                 | Fehér Zoltán           | Szabó Dávid         | Zámbó Krisztián           | Stone               | Szabó Dávid                 | A zsűri nem szavaz, csak a nézők. | A zsűri nem szavaz, csak a nézők. |
| Kieső            | Kieső            | Kvaka Andrea zsűri 3:1    | P.J.Z zsűri 3:1     | Spirit zsűri 3:1    | Lass Bea zsűri 2:2 nézők | Fehér Zoltán zsűri 3:1 | Like zsűri 3:1      | Zámbó Krisztián zsűri 3:0 | Stone zsűri 3:1     | Szabó Dávid zsűri 2:2 nézők | Csobot Adél                       | Antal Timi                        |

### A döntők

#### 1. hét (október 13.)
- Téma: Szabadon választott dal
- Sztárfellépő: Kocsis Tibor (Forgószél vár)
- Közös produkció: Without You (David Guetta feat. Usher) és Legyen úgy! (Zséda)

| 1                       | P.J.Z.          | Let's Get It Started (The Black Eyed Peas)                    | Továbbjutott |
| 2                       | Kvaka Andrea    | Sweet Child o’ Mine (Guns N’ Roses)                           | Utolsó kettő |
| 3                       | Fehér Zoltán    | Don't Let the Sun Go Down on Me (George Michael & Elton John) | Utolsó kettő |
| 4                       | Stone           | Nem vagyok tökéletes (Zanzibar)                               | Továbbjutott |
| 5                       | Antal Timi      | All the Man That I Need (Whitney Houston)                     | Továbbjutott |
| 6                       | Like            | Stronger (What Doesn't Kill You) (Kelly Clarkson)             | Továbbjutott |
| 7                       | Zámbó Krisztián | Incomplete (Backstreet Boys)                                  | Továbbjutott |
| 8                       | Spirit          | We Are Young (Fun)                                            | Továbbjutott |
| 9                       | Oláh Gergő      | Runaway Baby (Bruno Mars)                                     | Továbbjutott |
| 10                      | Csobot Adél     | Back It Up (Caro Emerald)                                     | Továbbjutott |
| 11                      | Szabó Dávid     | Hero (Enrique Iglesias)                                       | Továbbjutott |
| 12                      | Lass Bea        | Speechless (Lady Gaga)                                        | Továbbjutott |
| Az utolsó kettő párbaja |                 |                                                               |              |
| 1                       | Fehér Zoltán    | Mit tegyek, hogy érezd? (Szűcs Judith)                        | Továbbjutott |
| 2                       | Kvaka Andrea    | Végső vallomás (United)                                       | Kiesett      |

A zsűri szavazata arról, hogy ki essen ki:
- Geszti Péter: Kvaka Andrea
- Keresztes Ildikó: Kvaka Andrea
- Nagy Feró: Kvaka Andrea
- Malek Miklós: Fehér Zoltán

#### 2. hét (október 20.)
- Téma: —
- Sztárfellépő: The Carbonfools (Birthday)
- Közös produkció: —

| 1                       | Lass Bea        | Get the Party Started (P!nk/Shirley Bassey)         | Utolsó kettő |
| 2                       | Spirit          | Save the World (Swedish House Mafia)                | Továbbjutott |
| 3                       | Antal Timi      | Euphoria (Loreen)                                   | Továbbjutott |
| 4                       | Szabó Dávid     | Rock DJ (Robbie Williams)                           | Továbbjutott |
| 5                       | Stone           | Hello (Ákos)                                        | Továbbjutott |
| 6                       | P.J.Z.          | I Love Rock 'n Roll (Joan Jett and The Blackhearts) | Utolsó kettő |
| 7                       | Fehér Zoltán    | When I Get You Alone (Robin Thicke)                 | Továbbjutott |
| 8                       | Like            | Stay (Shakespears Sister)                           | Továbbjutott |
| 9                       | Zámbó Krisztián | Harc és vágy (Rácz Gergő)                           | Továbbjutott |
| 10                      | Csobot Adél     | Call Me Maybe (Carly Rae Jepsen)                    | Továbbjutott |
| 11                      | Oláh Gergő      | It's a Man's Man's Man's World (Seal)               | Továbbjutott |
| Az utolsó kettő párbaja |                 |                                                     |              |
| 1                       | P.J.Z.          | Love the Way You Lie (Eminem feat. Rihanna)         | Kiesett      |
| 2                       | Lass Bea        | Egészen, mert félig nem tudok (Keresztes Ildikó)    | Továbbjutott |

A zsűri szavazata arról, hogy ki essen ki:
- Geszti Péter: P.J.Z.
- Keresztes Ildikó: P.J.Z.
- Nagy Feró: Lass Bea
- Malek Miklós: P.J.Z.

#### 3. hét (október 27.)
- Téma: James Bond betétdalok
- Sztárfellépő: Keresztes Ildikó (Skyfall (Adele-dal)), Stohl András (Rule the World (Take That-dal))
- Közös produkció: —

| 1                       | Zámbó Krisztián | GoldenEye (Tina Turner)                   | Továbbjutott |
| 2                       | Csobot Adél     | Hanky Panky (Madonna)                     | Továbbjutott |
| 3                       | Lass Bea        | Bang Bang (My Baby Shot Me Down) (Cher)   | Továbbjutott |
| 4                       | Fehér Zoltán    | License to Kill (Gladys Knight)           | Utolsó kettő |
| 5                       | Spirit          | Tainted Love (Soft Cell)                  | Utolsó kettő |
| 6                       | Szabó Dávid     | Millennium (Robbie Williams)              | Továbbjutott |
| 7                       | Stone           | You Know My Name (Chris Cornell)          | Továbbjutott |
| 8                       | Oláh Gergő      | If I Only Knew (Tom Jones)                | Továbbjutott |
| 9                       | Antal Timi      | Empire State of Mind (Alicia Keys)        | Továbbjutott |
| 10                      | Like            | Live and Let Die (Paul McCartney & Wings) | Továbbjutott |
| Az utolsó kettő párbaja |                 |                                           |              |
| 1                       | Spirit          | Csepp a tengerben (Jazz+Az)               | Kiesett      |
| 2                       | Fehér Zoltán    | Valahol elrontottam (Kocsis Tibor)        | Továbbjutott |

A zsűri szavazata arról, hogy ki essen ki:
- Geszti Péter: Spirit
- Keresztes Ildikó: Spirit
- Nagy Feró: Fehér Zoltán
- Malek Miklós: Spirit

#### 4. hét (november 3.)
- Téma: Az élet szép
- Sztárfellépő: Majka–Curtis Belehalok Swing Band (Belehalok)
- Közös produkció: —

| 1                       | Stone           | Mid nem voltam még neked (Magna Cum Laude)                    | Utolsó kettő |
| 2                       | Like            | California King Bed (Rihanna)                                 | Továbbjutott |
| 3                       | Szabó Dávid     | Csillagok (Puskás Péter)                                      | Továbbjutott |
| 4                       | Lass Bea        | A szerelem sivataga (East – Keresztes Ildikó feldolgozásában) | Utolsó kettő |
| 5                       | Fehér Zoltán    | Marry You (Bruno Mars)                                        | Továbbjutott |
| 6                       | Antal Timi      | A szerelem fáj (Balogh Brigi)                                 | Továbbjutott |
| 7                       | Oláh Gergő      | Hall of Fame (The Script és will.i.am)                        | Továbbjutott |
| 8                       | Zámbó Krisztián | Dance with My Father (Luther Vandross)                        | Továbbjutott |
| 9                       | Csobot Adél     | 99 Luftballons (Nena)                                         | Továbbjutott |
| Az utolsó kettő párbaja |                 |                                                               |              |
| 1                       | Stone           | Utolsó érintés (Edda Művek)                                   | Továbbjutott |
| 2                       | Lass Bea        | Vadvirág (Neoton Família)                                     | Kiesett      |

A zsűri szavazata arról, hogy ki essen ki:
- Geszti Péter: Stone
- Keresztes Ildikó: Stone
- Nagy Feró: Lass Bea
- Malek Miklós: Lass Bea

Az eredmény döntetlen lett, a nézői szavazatok alapján Lass Bea esett ki.

#### 5. hét (november 10.)
- Téma: —
- Sztárfellépő: Muri Enikő (Amikor minden összedől...)
- Közös produkció: —

| 1                       | Szabó Dávid     | Fairytale (Alexander Rybak)                  | Továbbjutott |
| 2                       | Zámbó Krisztián | Keep the Faith (Bon Jovi)                    | Továbbjutott |
| 3                       | Csobot Adél     | Eternal Flame (The Bangles)                  | Továbbjutott |
| 4                       | Stone           | Vágtass velem! (Kő kövön...) (P. Box)        | Utolsó kettő |
| 5                       | Antal Timi      | Behind These Hazel Eyes (Kelly Clarkson)     | Továbbjutott |
| 6                       | Fehér Zoltán    | Bennünk a világ (Rácz Gergő)                 | Utolsó kettő |
| 7                       | Oláh Gergő      | Too Close (Alex Clare)                       | Továbbjutott |
| 8                       | Like            | Ez az a perc (Kocsis Tibor és Janicsák Veca) | Továbbjutott |
| Az utolsó kettő párbaja |                 |                                              |              |
| 1                       | Fehér Zoltán    | Mondd, miért fáj ugyanúgy? (Császár Előd)    | Kiesett      |
| 2                       | Stone           | Érints meg (Balázs Fecó)                     | Továbbjutott |

A zsűri szavazata arról, hogy ki essen ki:
- Geszti Péter: Stone
- Keresztes Ildikó: Fehér Zoltán
- Nagy Feró: Fehér Zoltán
- Malek Miklós: Fehér Zoltán

#### 6. hét (november 17.)
- Téma: —
- Sztárfellépők: Vastag Csaba (Ugye, érzed?), Neo (We Are All Heroes)
- Közös produkció: Change (Daniel Merriweather)

| 1                       | Like            | I'll Be There for You (The Rembrandts) | Utolsó kettő |
| 2                       | Stone           | Soha még (Vastag Tamás)                | Továbbjutott |
| 3                       | Szabó Dávid     | Kerek egész (Bereczki Zoltán)          | Utolsó kettő |
| 4                       | Antal Timi      | Over the Rainbow (Leona Lewis)         | Továbbjutott |
| 5                       | Zámbó Krisztián | Hagyd meg nekem a dalt (Gáspár Laci)   | Továbbjutott |
| 6                       | Csobot Adél     | Fekete rúzs (Zsédenyi Adrienn)         | Továbbjutott |
| 7                       | Oláh Gergő      | Wild Wild West (Will Smith)            | Továbbjutott |
| Az utolsó kettő párbaja |                 |                                        |              |
| 1                       | Szabó Dávid     | The Climb (Miley Cyrus)                | Továbbjutott |
| 2                       | Like            | Russian Roulette (Rihanna)             | Kiesett      |

A zsűri szavazata arról, hogy ki essen ki:
- Geszti Péter: Like
- Keresztes Ildikó: Like
- Nagy Feró: Szabó Dávid
- Malek Miklós: Like

#### 7. hét (november 24.)
- Téma: —
- Sztárfellépő: Baricz Gergő (Némán állni)
- Közös produkció: Ez még csak a kezdet (Tolvai Renáta & Rácz Gergő)

| Sorrend                 | Versenyző(k)              | Dal (eredeti előadó)                                   | Eredmény     |
| ----------------------- | ------------------------- | ------------------------------------------------------ | ------------ |
| 1                       | Stone                     | Pancsoló kislány (Beatrice)                            | Utolsó kettő |
| 2                       | Csobot Adél               | Mama (Spice Girls)                                     | Továbbjutott |
| 3                       | Oláh Gergő                | Szállj fel magasra! (Piramis)                          | Továbbjutott |
| 4                       | Zámbó Krisztián           | Sorry Seems to Be the Hardest Word (Blue & Elton John) | Utolsó kettő |
| 5                       | Antal Timi                | Domino (Jessie J)                                      | Továbbjutott |
| 6                       | Szabó Dávid               | (Everything I Do) I Do It for You (Bryan Adams)        | Továbbjutott |
| Duett                   |                           |                                                        |              |
| 1                       | Antal Timi és Szabó Dávid | Moves like Jagger (Maroon 5 feat. Christina Aguilera)  |              |
| 2                       | Zámbó Krisztián és Stone  | Feketén a hófehér (Roy & Ádám)                         |              |
| 3                       | Csobot Adél és Oláh Gergő | The Way You Make Me Feel (Michael Jackson)             |              |
| Az utolsó kettő párbaja |                           |                                                        |              |
| 1                       | Stone                     | November (Stone)                                       | Továbbjutott |
| 2                       | Zámbó Krisztián           | Még nem veszíthetek (Zámbó Jimmy)                      | Kiesett      |

A zsűri szavazata arról, hogy ki essen ki:
- Geszti Péter: Zámbó Krisztián
- Keresztes Ildikó: Nem szavazott
- Nagy Feró: Zámbó Krisztián
- Malek Miklós: Zámbó Krisztián

A show végén Keresztes Ildikó két mentoráltja, Stone és Zámbó Krisztián párbajozott. A zsűri szavazási sorrendjében Ildikó lett volna az utolsó, viszont a másik három mentor döntése alapján már eldőlt, hogy ki esik ki. Így Keresztes Ildikónak már nem kellett szavaznia.

#### 8. hét (december 1.)
- Téma: Egy magyar és egy külföldi dal
- Sztárfellépő: Wolf Kati (Az, aki voltam)
- Közös produkció: Állítsd meg az időt (Kökény Attila & Bencsik Tamara)

| Versenyző               | Sorrend | Első dal (eredeti előadó)                              | Sorrend                  | Második dal (eredeti előadó)                             | Eredmény     |
| ----------------------- | ------- | ------------------------------------------------------ | ------------------------ | -------------------------------------------------------- | ------------ |
| Oláh Gergő              | 1       | The Other Side (Bruno Mars feat. Cee Lo Green & B.o.B) | 6                        | Nagy utazás (Presser Gábor)                              | Továbbjutott |
| Csobot Adél             | 2       | Például te (Toldy Mária)                               | 7                        | The Loco-Motion (Kylie Minogue)                          | Továbbjutott |
| Stone                   | 3       | Mindenki valakié (Charlie)                             | 8                        | Send Me an Angel (Scorpions)                             | Utolsó kettő |
| Szabó Dávid             | 4       | Livin' la Vida Loca (Ricky Martin)                     | 10                       | Hogyan tudnék élni nélküled (Demjén Ferenc)              | Utolsó kettő |
| Antal Timi              | 5       | Ez a vonat, ha elindult, hadd menjen... (Csík zenekar) | 9                        | Crazy in Love/Crazy (Beyoncé feat. Jay-Z/Gnarls Barkley) | Továbbjutott |
| Az utolsó kettő párbaja |         |                                                        |                          |                                                          |              |
| Stone                   | 1       | Hol van a szó (Pokolgép)                               | Hol van a szó (Pokolgép) | Hol van a szó (Pokolgép)                                 | Kiesett      |
| Szabó Dávid             | 2       | Eskünk (Polyák Lilla)                                  | Eskünk (Polyák Lilla)    | Eskünk (Polyák Lilla)                                    | Továbbjutott |

A zsűri szavazata arról, hogy ki essen ki:
- Geszti Péter: Stone
- Keresztes Ildikó: Szabó Dávid
- Nagy Feró: Stone
- Malek Miklós: Stone

#### 9. hét (december 8.)
- Téma: Egy magyar és egy külföldi dal
- Sztárfellépő: Belmondo (Mikor)
- Közös produkció: Kell még valami (A Stáb)

| Versenyző               | Sorrend | Első dal (eredeti előadó)                                     | Sorrend               | Második dal (eredeti előadó)                                   | Eredmény     |
| ----------------------- | ------- | ------------------------------------------------------------- | --------------------- | -------------------------------------------------------------- | ------------ |
| Csobot Adél             | 1       | Szívemben bomba van/Sohase mondd (Budapest Bár/Hernádi Judit) | 6                     | Imagine (John Lennon)                                          | Utolsó kettő |
| Oláh Gergő              | 2       | Tartozom (Berki Tamás)                                        | 5                     | Don’t Stop Me Now (Queen)                                      | Továbbjutott |
| Szabó Dávid             | 3       | Circle of Life (Elton John)                                   | 7                     | Megtalállak még/A zene kísér majd az úton (FLM/Takács Nikolas) | Utolsó kettő |
| Antal Timi              | 4       | Szerelem, miért múlsz? (Wolf Kati)                            | 8                     | All by Myself (Céline Dion)                                    | Továbbjutott |
| Az utolsó kettő párbaja |         |                                                               |                       |                                                                |              |
| Szabó Dávid             | 1       | Valahol (Kasza Tibor)                                         | Valahol (Kasza Tibor) | Valahol (Kasza Tibor)                                          | Kiesett      |
| Csobot Adél             | 2       | My Funny Valentine                                            | My Funny Valentine    | My Funny Valentine                                             | Továbbjutott |

A zsűri szavazata arról, hogy ki essen ki:
- Geszti Péter: Csobot Adél
- Keresztes Ildikó: Csobot Adél
- Nagy Feró: Szabó Dávid
- Malek Miklós: Szabó Dávid

Az eredmény döntetlen lett, a nézői szavazatok alapján Szabó Dávid esett ki.

#### 10. hét - Finálé (december 15–16.)
A Fináléban csak a nézői szavazatok számítottak.

##### Szombat este
- Téma: A válogatón előadott dal, Duett egy sztárral
- Sztárfellépő: Viva Starr (Triangle); Takács Nikolas és a Fool Moon (A boldogság te vagy)
- Közös produkció: One Thing (One Direction)
- Duettek:
  - Antal Timi és Kasza Tibor
  - Oláh Gergő és Bebe
  - Csobot Adél és Bery

| Versenyző   | Sorrend | Válogatón előadott dal (eredeti előadó) | Sorrend | Duett a vendéggel (eredeti előadó)     | Sorrend | A versenyző párbajdala (eredeti előadó)                   | Eredmény             |
| ----------- | ------- | --------------------------------------- | ------- | -------------------------------------- | ------- | --------------------------------------------------------- | -------------------- |
| Antal Timi  | 1       | Mercy (Duffy)                           | 4       | Amíg csak élek (Crystal)               | 7       | Run To You (Whitney Houston)                              | Továbbjutott         |
| Oláh Gergő  | 2       | Part-Time Lover (Stevie Wonder)         | 5       | Tevagyazakitalegjobban (Back II Black) | 8       | Billie Jean (Michael Jackson (Chris Cornell feldolgozás)) | Továbbjutott         |
| Csobot Adél | 3       | That Man (Caro Emerald)                 | 6       | Egyedül (Bery & Váczi Eszter)          | 9       | What a Wonderful World (Louis Armstrong)                  | Kiesett 3. helyezett |

A nézői szavazatok alapján Csobot Adél esett ki, így Antal Timi és Oláh Gergő jutott be a vasárnapi fináléba.

##### Vasárnap este
- Téma: Élő showokból kedvenc szám, elmúlt évekbeli győztes dala duettben, Győztes dala
- Sztárfellépő: Hooligans (Egyformán); Presser Gábor és Tóth Gabi (Zenevonat)
- Közös produkció: Happy Ending (Mika); Gangnam Style (PSY); Az otthon itt van (Roy és Ádám)
- Duettek:
  - Oláh Gergő és Vastag Csaba
  - Antal Timi és Kocsis Tibor

| Versenyző  | Sorrend | Versenyző kedvenc dala (eredeti előadó)      | Sorrend | Duett a vendéggel (eredeti előadó)            | Sorrend | Győztes dala (eredeti előadó)                                              | Eredmény     |
| ---------- | ------- | -------------------------------------------- | ------- | --------------------------------------------- | ------- | -------------------------------------------------------------------------- | ------------ |
| Oláh Gergő | 1       | It's a Man's Man's Man's World (James Brown) | 3       | Őrizd az álmod (Vastag Tamás és Vastag Csaba) | 5       | Törj ki a csendből! (zene: Rakonczai Viktor/Rácz Gergő; szöveg: Szabó Ági) | Győztes      |
| Antal Timi | 2       | Over the Rainbow (Leona Lewis)               | 4       | Lásd a csodát (Kocsis Tibor)                  | 6       | Törj ki a csendből! (zene: Rakonczai Viktor/Rácz Gergő; szöveg: Szabó Ági) | 2. helyezett |

A nézői szavazatok alapján a harmadik évadot Oláh Gergő nyerte.

## Nézettség
A +4-es adatok a teljes lakosságra, a 18–49-es adatok a célközönségre vonatkoznak.
| Epizód           | Vetítés              | +4        | Arány (%) | Heti helyezés | 18–49   | Arány (%) | Heti helyezés | Forrás |
| ---------------- | -------------------- | --------- | --------- | ------------- | ------- | --------- | ------------- | ------ |
| 1. válogató      | 2012. szeptember 1.  | 1 798 921 | 40,8      | 1.            | 788 296 | 48,2      | 1.            | [ 4 ]  |
| 2. válogató      | 2012. szeptember 8.  | 1 981 057 | 45,4      | 1.            | 840 593 | 53,9      | 1.            | [ 5 ]  |
| 3. válogató      | 2012. szeptember 15. | 2 224 888 | 48,8      | 1.            | 855 453 | 53,2      | 1.            | [ 6 ]  |
| 4. válogató      | 2012. szeptember 22. | 2 313 517 | 49,5      | 1.            | 982 448 | 54,9      | 1.            | [ 7 ]  |
| A Tábor 1.       | 2012. szeptember 29. | 2 157 277 | 46,2      | 1.            | 857 052 | 49,9      | 2.            | [ 8 ]  |
| A Tábor 2.       | 2012. szeptember 30. | 2 067 848 | 41,8      | 2.            | 979 727 | 45,9      | 1.            | [ 8 ]  |
| Mentorok háza 1. | 2012. október 6.     | 2 244 792 | 47,1      | 1.            | 933 245 | 50,2      | 2.            | [ 9 ]  |
| Mentorok háza 2. | 2012. október 7.     | 2 007 701 | 39,1      | 2.            | 940 428 | 44,1      | 1.            | [ 9 ]  |
| 1. döntő         | 2012. október 13.    | 2 114 809 | 46        | 1.            | 934 867 | 48,2      | 1.            | [ 10 ] |
| 2. döntő         | 2012. október 20.    | 2 074 667 | 44,5      | 1.            | 875 431 | 46        | 1.            | [ 11 ] |
| 3. döntő         | 2012. október 27.    | 2 093 041 | 44        | 1.            | 855 739 | 46,2      | 1.            | [ 12 ] |
| 4. döntő         | 2012. november 3.    | 2 088 550 | 43.5      | 1.            | 852 692 | 44        | 1.            | [ 13 ] |
| 5. döntő         | 2012. november 10.   | 2 028 736 | 42,6      | 1.            | 868 315 | 46,3      | 1.            | [ 14 ] |
| 6. döntő         | 2012. november 17.   | 2 100 174 | 43,0      | 1.            | 855 704 | 43,9      | 1.            | [ 15 ] |
| 7. döntő         | 2012. november 24.   | 2 061 632 | 44        | 1.            | 849 017 | 45.6      | 1.            | [ 16 ] |
| 8. döntő         | 2012. december 1.    | 1 962 987 | 41,2      | 1.            | 798 449 | 42,4      | 1.            | [ 17 ] |
| 9. döntő         | 2012. december 8.    | 2 021 494 | 41.6      | 1.            | 771 320 | 40.8      | 1.            | [ 18 ] |
| 10. döntő        | 2012. december 15.   | 2 100 112 | 43,3      | 2.            | 870 033 | 45,1      | 2.            | [ 19 ] |
| Finálé           | 2012. december 16.   | 2 240 737 | 43,6      | 1.            | 945 766 | 44,0      | 1.            | [ 19 ] |

## Külső hivatkozások
- Hivatalos oldal